# Trichophyton
Trichophyton — рід грибів родини Arthrodermataceae. Назва вперше опублікована 1848 року.

## Поширення та середовище існування
Гриби цього роду дерматофіти, здатні виживати на шкіряних покривах тварин, займають своєрідну екологічну нішу, недоступну для більшості інших мікроорганізмів і відносно вільну тому від антагоністів.

## Галерея

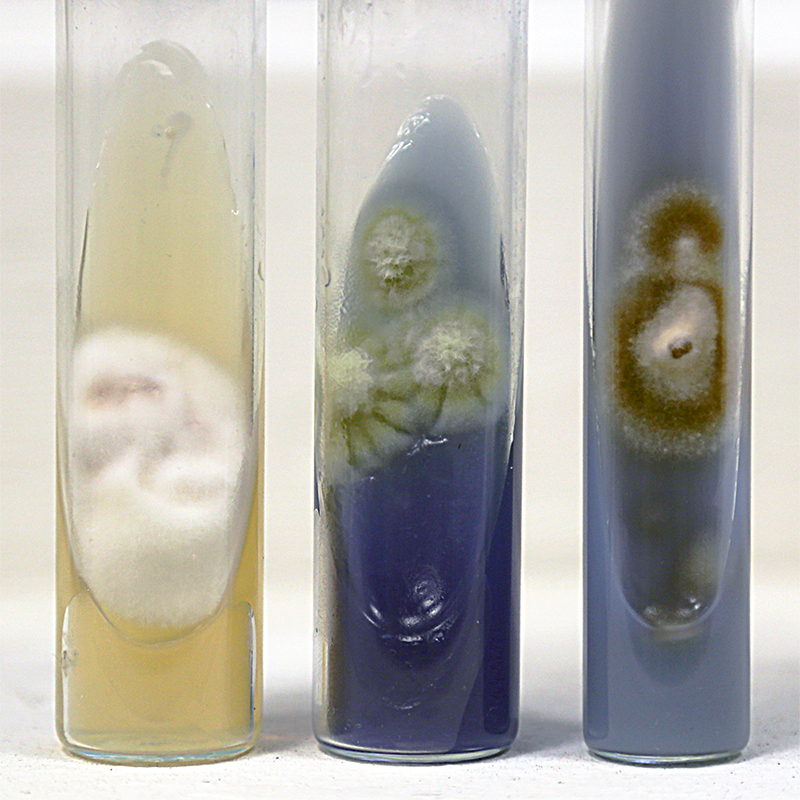
Колонії Trichophyton rubrum
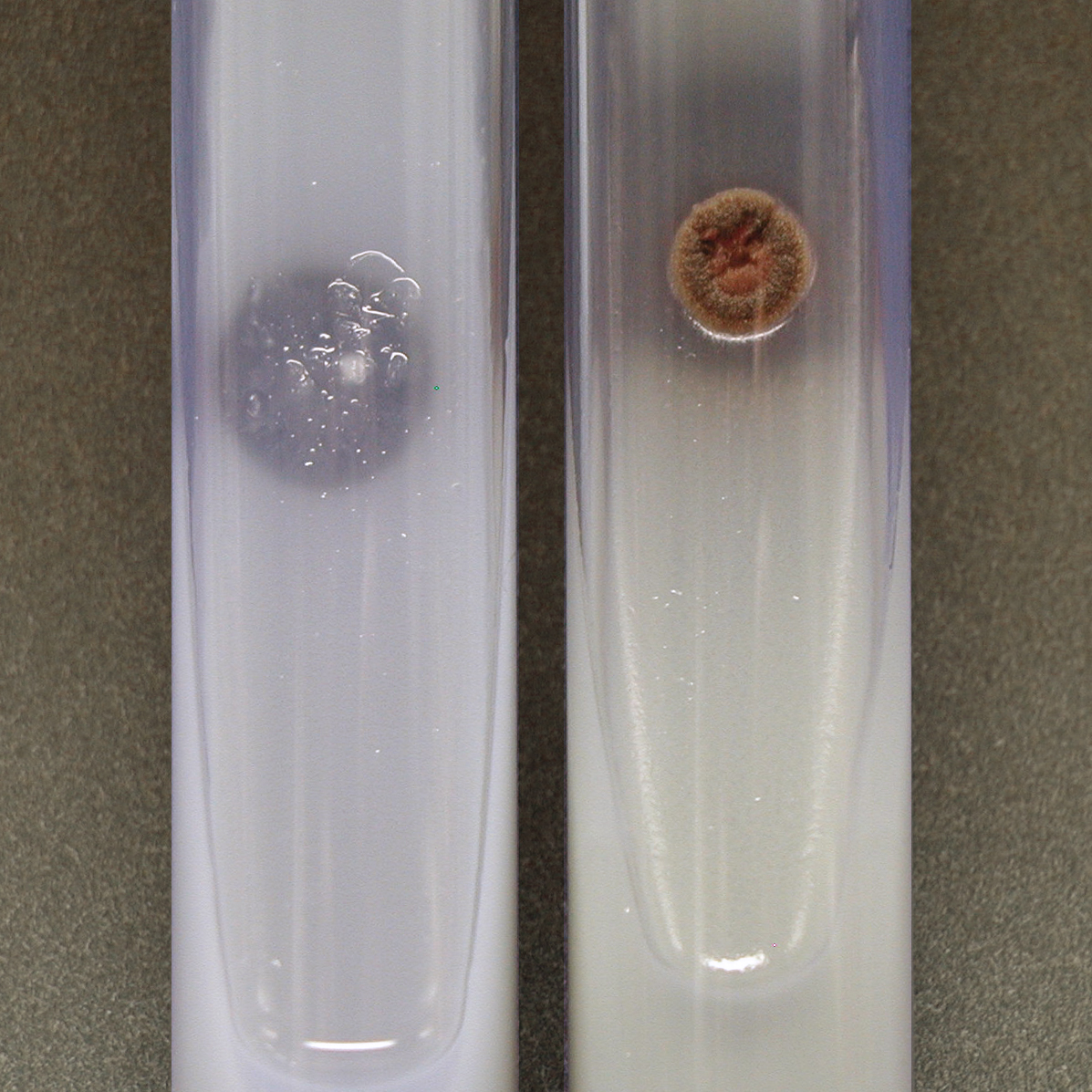
Trichophyton verrucosum
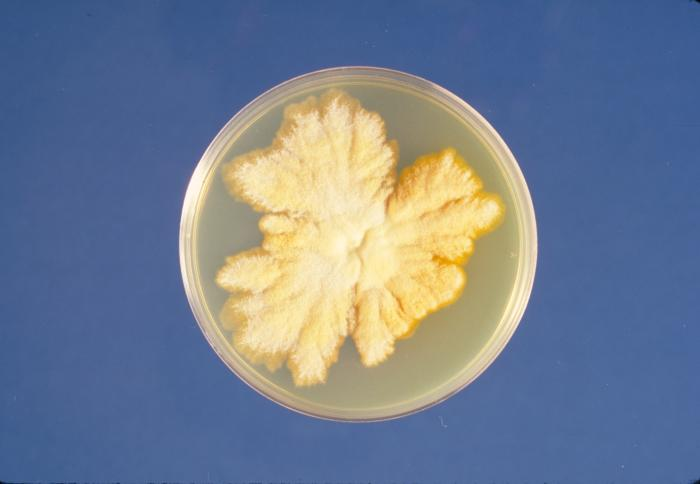
Trichophyton mariatii